# Championnat d'Europe de Formule 2 1971
Navigation
1970 1972
Le championnat d'Europe de Formule 2 1971 a été remporté par le Suédois Ronnie Peterson, sur une March-Cosworth de l'écurie Smog - March Engineering.

## Règlement sportif
- L'attribution des points s'effectue selon le barème 9,6,4,3,2,1 (comme en Formule 1 à la même période). Seuls les 8 meilleurs scores sont comptabilisés dans le résultat final.
- Les pilotes de grade "A" ne peuvent pas inscrire de points. Le grade "A" est attribué aux pilotes ayant déjà fait leurs preuves dans le championnat du monde de Formule 1 ou celui d'Endurance.

## Engagés
| Écurie                                                                        | Constructeur | Chassis   | Moteur                   | Pilote                | Manches          |
| ----------------------------------------------------------------------------- | ------------ | --------- | ------------------------ | --------------------- | ---------------- |
| Rondel Racing                                                                 | Brabham-Ford | BT36      | Ford Cosworth FVA 1.6 L4 | Graham Hill           | 1–3, 5–6, 9      |
| Rondel Racing                                                                 | Brabham-Ford | BT36      | Ford Cosworth FVA 1.6 L4 | Tim Schenken          | 1–10             |
| Rondel Racing                                                                 | Brabham-Ford | BT36      | Ford Cosworth FVA 1.6 L4 | Bob Wollek            | 4, 6–9           |
| Rondel Racing                                                                 | Brabham-Ford | BT36      | Ford Cosworth FVA 1.6 L4 | Reine Wisell          | 7                |
| Bob Gerard Racing                                                             | Brabham-Ford | BT30      | Ford Cosworth FVA 1.6 L4 | Brian Hart            | 1–2, 5           |
| Alistair Walker Racing                                                        | Brabham-Ford | BT30      | Ford Cosworth FVA 1.6 L4 | Alistair Walker       | 1–3, 5           |
| Brian Cullen Racing                                                           | Brabham-Ford | BT30      | Ford Cosworth FVA 1.6 L4 | Brian Cullen          | 1–2              |
| Paul Watson Racing Organisation                                               | Brabham-Ford | BT30      | Ford Cosworth FVA 1.6 L4 | Jeremy Richardson     | 1–3, 5–6         |
| Automóvil Club Argentino                                                      | Brabham-Ford | BT30 BT36 | Ford Cosworth FVA 1.6 L4 | Carlos Reutemann      | All              |
| Automóvil Club Argentino                                                      | Brabham-Ford | BT30 BT36 | Ford Cosworth FVA 1.6 L4 | Carlos Ruesch         | All              |
| Team Obrist                                                                   | Brabham-Ford | BT30      | Ford Cosworth FVA 1.6 L4 | Jürg Dubler           | 1–5              |
| Scuderia Ala d'Oro Ernesto Brambilla                                          | Brabham-Ford | BT30      | Ford Cosworth FVA 1.6 L4 | Ernesto Brambilla     | 1–3              |
| Scuderia Ala d'Oro Ernesto Brambilla                                          | Brabham-Ford | BT30      | Ford Cosworth FVA 1.6 L4 | Vittorio Brambilla    | 1–3              |
| Scuderia Ala d'Oro Ernesto Brambilla                                          | Brabham-Ford | BT30      | Ford Cosworth FVA 1.6 L4 | Gianluigi Picchi      | 1, 5             |
| Scuderia Ala d'Oro Ernesto Brambilla                                          | March-Ford   | 712M      | Ford Cosworth FVA 1.6 L4 | Giovanni Salvati      | 5, 8–11          |
| Scuderia Ala d'Oro Ernesto Brambilla                                          | March-Ford   | 712M      | Ford Cosworth FVA 1.6 L4 | Ernesto Brambilla     | 5–6, 8, 10       |
| Scuderia Ala d'Oro Ernesto Brambilla                                          | March-Ford   | 712M      | Ford Cosworth FVA 1.6 L4 | Vittorio Brambilla    | 6, 11            |
| Scuderia Ala d'Oro Ernesto Brambilla                                          | March-Ford   | 712M      | Ford Cosworth FVA 1.6 L4 | Claudio Francisci     | 9                |
| Scuderia Ala d'Oro Ernesto Brambilla                                          | March-Ford   | 712M      | Ford Cosworth FVA 1.6 L4 | Giancarlo Gagliardi   | 10–11            |
| Racing Team IRIS Ceramiche                                                    | Tecno-Ford   | 70 71     | Ford Cosworth FVA 1.6 L4 | Arturo Merzario       | 1, 4, 6          |
| Racing Team IRIS Ceramiche                                                    | Tecno-Ford   | 70 71     | Ford Cosworth FVA 1.6 L4 | Nanni Galli           | 1–2, 4, 8        |
| Racing Team IRIS Ceramiche                                                    | Tecno-Ford   | 70 71     | Ford Cosworth FVA 1.6 L4 | Claudio Francisci     | 6, 8, 10–11      |
| Racing Team IRIS Ceramiche                                                    | Tecno-Ford   | 70 71     | Ford Cosworth FVA 1.6 L4 | Luigi Fontanesi       | 10               |
| Helmut Gall Autofunk Racing Team                                              | Tecno-Ford   | 71 70     | Ford Cosworth FVA 1.6 L4 | Helmut Gall           | 1–3, 10          |
| Roland Binder                                                                 | Tecno-Ford   | 69        | Ford Cosworth FVA 1.6 L4 | Roland Binder         | 1                |
| Équipe Tecno Elf                                                              | Tecno-Ford   | 71        | Ford Cosworth BDA 1.6 L4 | François Cevert       | 1–10             |
| Équipe Tecno Elf                                                              | Tecno-Ford   | 71        | Ford Cosworth BDA 1.6 L4 | Patrick Depailler     | 1–3, 5–6, 8–9    |
| Équipe Tecno Elf                                                              | Tecno-Ford   | 71        | Ford Cosworth BDA 1.6 L4 | Jean-Pierre Jabouille | 1, 4–6, 9        |
| Équipe Tecno Elf                                                              | Tecno-Ford   | 71        | Ford Cosworth BDA 1.6 L4 | Ernesto Brambilla     | 7                |
| LIRA - Team Lotus J & J Stanton - Lotus Racing                                | Lotus-Ford   | 69 69C    | Ford Cosworth FVA 1.6 L4 | Reine Wisell          | 1–6              |
| LIRA - Team Lotus J & J Stanton - Lotus Racing                                | Lotus-Ford   | 69 69C    | Ford Cosworth FVA 1.6 L4 | Richard Scott         | 1–5, 7           |
| LIRA - Team Lotus J & J Stanton - Lotus Racing                                | Lotus-Ford   | 69 69C    | Ford Cosworth FVA 1.6 L4 | Gerry Birrell         | 1–2, 4–7, 9–10   |
| LIRA - Team Lotus J & J Stanton - Lotus Racing                                | Lotus-Ford   | 69 69C    | Ford Cosworth FVA 1.6 L4 | François Migault      | 6                |
| Irish Racing Cars                                                             | Lotus-Ford   | 69        | Ford Cosworth FVA 1.6 L4 | Alan Rollinson        | 1                |
| Irish Racing Cars                                                             | Brabham-Ford | BT30      | Ford Cosworth FVA 1.6 L4 | Tommy Reid            | 2                |
| Irish Racing Cars                                                             | Brabham-Ford | BT30      | Ford Cosworth FVA 1.6 L4 | Brian Cullen          | 3                |
| Tetsu Ikuzawa                                                                 | Lotus-Ford   | 69 69C    | Ford Cosworth FVA 1.6 L4 | Tetsu Ikuzawa         | 1–2, 5–9         |
| Team Bardahl                                                                  | Lotus-Ford   | 69 69C    | Ford Cosworth FVA 1.6 L4 | Wilson Fittipaldi     | 1–4              |
| Team Bardahl                                                                  | Lotus-Ford   | 69 69C    | Ford Cosworth FVA 1.6 L4 | Emerson Fittipaldi    | 3–5, 9–11        |
| Team Bardahl                                                                  | March-Ford   | 712M      | Ford Cosworth FVA 1.6 L4 | Wilson Fittipaldi     | 5, 7–11          |
| Eifelland Wohnwagenbau                                                        | Brabham-Ford | BT30 BT36 | Ford Cosworth FVA 1.6 L4 | Dieter Quester        | 1                |
| Eifelland Wohnwagenbau                                                        | Brabham-Ford | BT30 BT36 | Ford Cosworth FVA 1.6 L4 | Rolf Stommelen        | 3, 5, 7          |
| Eifelland Wohnwagenbau                                                        | Brabham-Ford | BT30 BT36 | Ford Cosworth FVA 1.6 L4 | Hans-Joachim Stuck    | 3                |
| Eifelland Wohnwagenbau                                                        | March-Ford   | 712M 702  | Ford Cosworth FVA 1.6 L4 | Hannelore Werner      | 1, 3–7           |
| Eifelland Wohnwagenbau                                                        | March-Ford   | 712M 702  | Ford Cosworth FVA 1.6 L4 | Hermann Unold         | 1                |
| Eifelland Wohnwagenbau                                                        | March-Ford   | 712M 702  | Ford Cosworth FVA 1.6 L4 | Willi Deutsch         | 3                |
| Eifelland Wohnwagenbau                                                        | March-BMW    | 712M 702  | BMW M11 1.6 L4           | Dieter Quester        | 3–11             |
| Bosch Racing Team                                                             | March-Ford   | 712M      | Ford Cosworth FVA 1.6 L4 | Niki Lauda            | 1–10             |
| SMOG March Engineering                                                        | March-Ford   | 712M      | Ford Cosworth FVA 1.6 L4 | Ronnie Peterson       | 1–10             |
| SMOG March Engineering                                                        | March-Ford   | 712M      | Ford Cosworth FVA 1.6 L4 | Sten Gunnarsson       | 7                |
| SMOG March Engineering                                                        | March-Ford   | 712M      | Ford Cosworth FVA 1.6 L4 | François Migault      | 9                |
| Squadra Tartaruga                                                             | March-Ford   | 712M      | Ford Cosworth FVA 1.6 L4 | Xavier Perrot         | 1–3              |
| Midland Racing Team                                                           | Chevron-Ford | B18       | Ford Cosworth FVA 1.6 L4 | Bruno Frey            | 1                |
| Midland Racing Team                                                           | Chevron-Ford | B18       | Ford Cosworth FVA 1.6 L4 | Hervé Bayard          | 6                |
| Ecurie Bonnier SA Lola Cars Ltd                                               | Lola-Ford    | T240      | Ford Cosworth FVA 1.6 L4 | Helmut Marko          | 1, 3–4           |
| Ecurie Bonnier SA Lola Cars Ltd                                               | Lola-Ford    | T240      | Ford Cosworth FVA 1.6 L4 | Jo Bonnier            | 11               |
| Constructions Mechaniques Pygmée                                              | Pygmée-Ford  | MDB16     | Ford Cosworth FVA 1.6 L4 | Patrick Dal Bo        | 1–2, 4, 7, 9     |
| Constructions Mechaniques Pygmée                                              | Pygmée-Ford  | MDB16     | Ford Cosworth FVA 1.6 L4 | Jean-Pierre Beltoise  | 4, 6             |
| Constructions Mechaniques Pygmée                                              | Pygmée-Ford  | MDB16     | Ford Cosworth FVA 1.6 L4 | Helmut Marko          | 7                |
| Constructions Mechaniques Pygmée                                              | Pygmée-Ford  | MDB16     | Ford Cosworth FVA 1.6 L4 | Jimmy Mieusset        | 9                |
| John Watson                                                                   | Brabham-Ford | BT30      | Ford Cosworth FVA 1.6 L4 | John Watson           | 1–8, 10          |
| Johnny Blades                                                                 | Lotus-Ford   | 59B       | Ford Cosworth FVA 1.6 L4 | Johnny Blades         | 1–3, 5           |
| Clarke-Mordaunt Racing with Alistair Guthrie                                  | March-Ford   | 712M      | Ford Cosworth FVA 1.6 L4 | Mike Beuttler         | 1–7, 9–11        |
| Écurie Monaco                                                                 | Brabham-Ford | BT30      | Ford Cosworth FVA 1.6 L4 | Lionel Noghès         | 1–2, 4, 6, 9, 11 |
| Jean Blanc                                                                    | Tecno-Ford   | 70 71     | Ford Cosworth FVA 1.6 L4 | Jean Blanc            | 1–2, 4, 11       |
| John Cannon Racing                                                            | March-Ford   | 712M      | Ford Cosworth FVA 1.6 L4 | John Cannon           | 2–7, 10–11       |
| FIRST                                                                         | Brabham-Ford | BT30 BT36 | Ford Cosworth FVA 1.6 L4 | Peter Westbury        | 2–3, 5–6, 8–10   |
| John Wingfield                                                                | Brabham-Ford | BT30      | Ford Cosworth FVA 1.6 L4 | John Wingfield        | 2–3, 5           |
| Rod Pickering                                                                 | Brabham-Ford | BT23C     | Ford Cosworth FVA 1.6 L4 | Rod Pickering         | 2                |
| Ecurie Ecosse                                                                 | March-Ford   | 712M      | Ford Cosworth FVA 1.6 L4 | Tom Walkinshaw        | 2, 4–5           |
| Ecurie Ecosse                                                                 | March-Ford   | 712M      | Ford Cosworth FVA 1.6 L4 | Gerry Birrell         | 3                |
| Frank Williams Motul March                                                    | March-Ford   | 712M      | Ford Cosworth FVA 1.6 L4 | Derek Bell            | 2–3, 5, 7, 9–10  |
| Frank Williams Motul March                                                    | March-Ford   | 712M      | Ford Cosworth FVA 1.6 L4 | Henri Pescarolo       | 2–3, 5, 8–10     |
| Frank Williams Motul March                                                    | March-Ford   | 712M      | Ford Cosworth FVA 1.6 L4 | Max Jean              | 6                |
| Frank Williams Motul March                                                    | March-Ford   | 712M      | Ford Cosworth FVA 1.6 L4 | Carlos Pace           | 6–11             |
| Frank Williams Motul March                                                    | March-Ford   | 712M      | Ford Cosworth FVA 1.6 L4 | Christian Ethuin      | 6                |
| Frank Williams Motul March                                                    | Lotus-Ford   | 59B       | Ford Cosworth FVA 1.6 L4 | Carlos Pace           | 5                |
| Shell - Meubles Arnold Team                                                   | March-Ford   | 712M      | Ford Cosworth FVA 1.6 L4 | Jean-Pierre Jaussaud  | 2–10             |
| Shell - Meubles Arnold Team                                                   | March-Ford   | 712M      | Ford Cosworth FVA 1.6 L4 | Jean-Pierre Jarier    | 2, 4–7, 9–11     |
| Shell - Meubles Arnold Team                                                   | March-Ford   | 712M      | Ford Cosworth FVA 1.6 L4 | Clay Regazzoni        | 11               |
| Jo Siffert - Chevron Racing Team                                              | Chevron-Ford | B18 B18C  | Ford Cosworth FVA 1.6 L4 | Jo Siffert            | 2–3, 5           |
| Jo Siffert - Chevron Racing Team                                              | Chevron-Ford | B18 B18C  | Ford Cosworth FVA 1.6 L4 | François Mazet        | 4, 6, 9–10       |
| Jo Siffert - Chevron Racing Team                                              | Chevron-Ford | B18 B18C  | Ford Cosworth FVA 1.6 L4 | Chris Craft           | 5, 7             |
| Jo Siffert - Chevron Racing Team                                              | Chevron-Ford | B18 B18C  | Ford Cosworth FVA 1.6 L4 | José Dolhem           | 11               |
| Crosslé Racing Team                                                           | Crosslé-Ford | 18F       | Ford Cosworth FVA 1.6 L4 | Brian Nelson          | 2                |
| Bernd Terbeck                                                                 | Brabham-Ford | BT36      | Ford Cosworth FVA 1.6 L4 | Bernd Terbeck         | 3, 5, 7          |
| Scuderia Jolly Club Switzerland - Marlboro Racing Silvio Moser Racing Team SA | Brabham-Ford | BT30      | Ford Cosworth FVA 1.6 L4 | Silvio Moser          | 4–6, 9–11        |
| Scuderia Jolly Club Switzerland - Marlboro Racing Silvio Moser Racing Team SA | Brabham-Ford | BT30      | Ford Cosworth FVA 1.6 L4 | Jürg Dubler           | 6–7              |
| Scuderia Jolly Club Switzerland - Marlboro Racing Silvio Moser Racing Team SA | March-Ford   | 712M      | Ford Cosworth FVA 1.6 L4 | Fredy Link            | 5, 7, 10–11      |
| GTE Racing Cars                                                               | Lotus-Ford   | 69        | Ford Cosworth FVA 1.6 L4 | Adam Potocki          | 4–6, 9–10        |
| GTE Racing Cars                                                               | Lotus-Ford   | 69        | Ford Cosworth FVA 1.6 L4 | Jean-Pierre Beltoise  | 9                |
| Nick May                                                                      | Chevron-Ford | B17B      | Ford Cosworth FVA 1.6 L4 | Nick May              | 5                |
| Hervé Bayard                                                                  | Chevron-Ford | B18       | Ford Cosworth FVA 1.6 L4 | Hervé Bayard          | 5                |
| ACA Racing Club                                                               | McLaren-Ford | M4A       | Ford Cosworth FVA 1.6 L4 | Georges Schäfer       | 5                |
| Keiper Recaro Racing Team                                                     | Maco-Ford    | 271       | Ford Cosworth FVA 1.6 L4 | Ernst Maring          | 7                |

## Courses de la saison 1971
| no | Date         | Épreuve                       | Lieu               | Vainqueur          | Voiture          | Équipe                 | Résumé  |
| -- | ------------ | ----------------------------- | ------------------ | ------------------ | ---------------- | ---------------------- | ------- |
| 34 | 4 avril      | Trophée d'Allemagne           | Hockenheim         | François Cevert    | Tecno-Ford       | Equipe Tecno Elf       | Résumé  |
| 35 | 12 avril     | BARC 200                      | Thruxton           | Graham Hill        | Brabham-Cosworth | Rondel Racing          | Résumé  |
| 36 | 2 mai        | Grand Prix de l'Eifel         | Nürburgring        | François Cevert    | Tecno-Ford       | Equipe Tecno Elf       | Résumé  |
| 37 | 16 mai       | Grand Prix de Madrid          | Jarama             | Emerson Fittipaldi | Lotus-Cosworth   | Team Bardahl           | Résumé  |
| 38 | 31 mai       | Trophée de Londres            | Crystal Palace     | Emerson Fittipaldi | Lotus-Cosworth   | Team Bardahl           | Résumé  |
| 39 | 27 juin      | Grand Prix de Rouen           | Rouen              | Ronnie Peterson    | March-Cosworth   | March Engineering      | Résumé  |
| 40 | 8 août       | Trophée Mantorp               | Mantorp Park       | Ronnie Peterson    | March-Cosworth   | March Engineering      | Résumé  |
| -  | 22 août      | Grand Prix de la Méditerranée | Enna-Pergusa       | Annulée            | Annulée          | Annulée                | Annulée |
| 41 | 12 septembre | Flugplatzrennen               | Tulln-Langenlebarn | Ronnie Peterson    | March-Cosworth   | March Engineering      | Résumé  |
| 42 | 26 septembre | Grand Prix d'Albi             | Albi               | Emerson Fittipaldi | Lotus-Cosworth   | Team Bardahl           | Résumé  |
| 43 | 10 octobre   | Grand Prix de Rome            | Vallelunga         | Ronnie Peterson    | March-Cosworth   | March Engineering      | Résumé  |
| 44 | 17 octobre   | Grand Prix Madunina           | Vallelunga         | Mike Beuttler      | March-Cosworth   | Clarke Mordaunt Racing | Résumé  |

Notes: Certaines courses se disputaient en deux manches. Ne sont indiqués dans ce tableau que les vainqueurs du classement cumulé.

## Classement des pilotes
| Rang | Pilote               | Pays        | Voiture          | Écurie                     | Nombre de points |
| ---- | -------------------- | ----------- | ---------------- | -------------------------- | ---------------- |
| 1er  | Ronnie Peterson      | Suède       | March-Cosworth   | Smog - March Engineering   | 54               |
| 2e   | Carlos Reutemann     | Argentine   | Brabham-Cosworth | Automovil Club Argentina   | 40               |
| 3e   | Dieter Quester       | Autriche    | March-BMW        | Eifelland Wohnwagenbau     | 31               |
| 4e   | Tim Schenken         | Australie   | Brabham-Cosworth | Rondel Racing              | 27               |
| 5e   | François Cevert      | France      | Tecno-Ford       | Equipe Elf Tecno           | 22               |
| 6e   | Wilson Fittipaldi    | Brésil      | Lotus-March      | Team Bardahl               | 16               |
| 7e   | Mike Beuttler        | Royaume-Uni | March-Cosworth   | Clarke-Mordaunt-Guthrie    | 12               |
| 8e   | Jean-Pierre Jarier   | France      | March-Cosworth   | Shell Arnold Team          | 10               |
| 9e   | Jean-Pierre Jaussaud | France      | March-Cosworth   | Shell Arnold Team          | 9                |
| 10e  | Niki Lauda           | Autriche    | Brabham-Cosworth | Bosch Racing Team          | 8                |
| 11e  | François Migault     | France      | March-Cosworth   | March Engineering          | 7                |
| 12e  | Gerry Birrell        | Royaume-Uni | Lotus-Cosworth   | J. & J. Stanton            | 7                |
| 13e  | Derek Bell           | Royaume-Uni | March-Cosworth   | Frank Williams Racing Cars | 6                |
| 14e  | Peter Westbury       | Royaume-Uni | Brabham-Cosworth | FIRST                      | 5                |
| 15e  | John Watson          | Royaume-Uni | Brabham-Cosworth | John Watson                | 5                |
| 16e  | John Cannon          | Canada      | March-Cosworth   | John Cannon                | 4                |
| 17e  | Carlos Ruesch        | Argentine   | Brabham-Cosworth | Automovil Club Argentina   | 3                |
| 18e  | Vittorio Brambilla   | Italie      | March-Cosworth   | Vittorio Brambilla         | 2                |
| 19e  | Silvio Moser         | Suisse      | Brabham-Cosworth | Marlboro Racing            | 2                |
| 20e  | Brian Hart           | Royaume-Uni | Brabham-Cosworth | Bob Gérard Racing          | 1                |
| 20e  | Helmut Marko         | Autriche    | Lola-Cosworth    | Ecurie Bonnier             | 1                |
| 20e  | François Mazet       | France      | Chevron-Cosworth | Siffert Racing Team        | 1                |
| 20e  | Alistair Walker      | Royaume-Uni | Brabham-Cosworth | Alistair Walker Racing     | 1                |
| 20e  | Bob Wollek           | France      | Brabham-Cosworth | Rondel Racing              | 1                |

## Liste des Grands Prix disputés cette saison ne comptant pas pour le championnat
| Nom                                       | Circuit         | Date       | Vainqueur        | Constructeur |
| ----------------------------------------- | --------------- | ---------- | ---------------- | ------------ |
| I Grand Prix de la République de Colombie | Bogotá          | 7 février  | Jo Siffert       | Chevron-Ford |
| I Grand Prix la Cité de Bogotá            | Bogotá          | 14 février | Alan Rollinson   | Brabham-Ford |
| I Speed International Trophy              | Mallory Park    | 14 mars    | Henri Pescarolo  | March-Ford   |
| XXXI Grand Prix de Pau                    | Pau             | 25 avril   | Reine Wisell     | Lotus-Ford   |
| I Gran Premio Madunina                    | Vallelunga      | 13 juin    | François Cevert  | Tecno-Ford   |
| XIII Gran Premio della Lotteria di Monza  | Monza           | 20 juin    | Dieter Quester   | March-Ford   |
| X Gran Premio Città di Imola              | Imola           | 25 juillet | Carlos Pace      | March-Ford   |
| I Swedish Gold Cup                        | Kinnekulle Ring | 22 août    | Ronnie Peterson  | March-Ford   |
| I Rothmans International Trophy           | Brands Hatch    | 30 août    | Ronnie Peterson  | March-Ford   |
| IV Preis von Baden-Württemberg und Hessen | Hockenheimring  | 3 octobre  | Carlos Reutemann | Brabham-Ford |

Après plusieurs saisons de course selon les règles de la Formule Libre, les courses d'Asie du Sud-Est ont opté pour une Formule 1600cc à 2 soupapes pour 1971, correspondant à la SCCA et à la Formule B du Canada, mais également aux mêmes règles introduites pour la « Formule 2 » australienne (ANF2) en 1972. En effet, cela signifiait le moteur à double arbre à cames omniprésent de Ford, et excluait à la fois le Ford BDA à 4 soupapes, que la série britannique de Formule Atlantique avait décidé d'autoriser pour 1971, et l'ancien moteur FVA de Formule 2 de Cosworth, qui avait déjà été utilisé en Malaisie et à Macao par John MacDonald de Hong Kong et Hengkie Iriawan.
| Nom                        | Circuit      | Date        | Vainqueur       | Constructeur |
| -------------------------- | ------------ | ----------- | --------------- | ------------ |
| VI Grand Prix de Singapour | Thomson Road | 11 avril    | Graeme Lawrence | Brabham      |
| Grand Prix de Selangor     | Shah Alam    | 18 avril    | Graeme Lawrence | Brabham-Ford |
| Grand Prix de Penang       | Penang       | 25 avril    | Ken Smith       | Lotus-Ford   |
| VII Grand Prix de Malaisie | Shah Alam    | 5 septembre | John Macdonald  | Brabham-Ford |
| XVIII Grand Prix de Macao  | Guia         | 21 novembre | Jan Bussell     | McLaren      |